# Pogodni (serial telewizyjny)
Pogodni – polski serial obyczajowy o charakterze interaktywnym, emitowany od 1 lipca do 11 listopada 2011 jednocześnie w TVP1, TVP2 i TVP Info. 
Pod koniec każdego z odcinków odbywał się konkurs SMS-owy związany z treścią odcinka.
Pierwotnie planowano emisję 88 odcinków, jednakże z nieznanych przyczyn odcinek 63 nie został wyemitowany w telewizji.

## Fabuła
Serial opowiada o losach rodziny Pogodnych, którzy mieszkają w dużym domu. Członkowie tej rodziny i główni bohaterowie to Magda, Andrzej i ich syn Staś. Rodzinę odwiedzają często poboczni bohaterowie.

## Obsada
- Katarzyna Maternowska - Magdalena Pogodna
- Ireneusz Machnicki - Andrzej Pogodny
- Halina Rowicka - Krystyna, matka Magdy
- Józef Jakacki - Stanisław Pogodny
- Ryszard Kluge - Tadeusz Majer, sąsiad Pogodnych
- Paulina Kinaszewska - Izabela Żak
- Zbigniew Buczkowski - Witold Pogodny, kuzyn